# Empty Sky
Empty Sky es el álbum debut del cantante y compositor británico Elton John, lanzado en 1969.
Este trabajo alcanzó los 3 000 000 de copias vendidas alrededor del mundo, suponiendo no obstante uno de los discos comercialmente más débiles del cantautor.
El álbum fue publicado en los EE. UU. por primera vez en 1975 por MCA Records, con una portada diferente.
No obstante John ha considerado más tarde que Empty Sky es un disco algo pueril, aún guarda buenos recuerdos de volver a su casa a las cuatro de la mañana caminando desde los estudios de DJM Records, donde lo estaba grabando.

## Lista de canciones
Lado A
1. "Empty Sky" - 8:30
2. "Val-Hala" - 4:15
3. "Western Ford Gateway" - 3:16
4. "Hymn 2000" - 4:25

Lado B
1. "Lady What's Tomorrow" – 3:10
2. "Sails" – 3:45
3. "The Scaffold" – 3:20
4. "Skyline Pigeon" – 3:35
5. "Gulliver/Hay-Chewed/Reprise" – 6:59

### Pistas adicionales CD 1995
- "Lady Samantha" – 3:02
- "All Across the Havens" – 2:52
- "It's Me That You Need" – 4:04
- "Just Like Strange Rain" – 3:44